# Sugar Hill Records (sello rap)
Sugar Hill Records fue el nombre de un sello discográfico de rap fundado en 1979 por Joe Robinson, Sylvia Robinson y Morris Levy (propietario de Roulette Records).
La primera grabación del sello fue "Rapper's Delight" (1979) de The Sugarhill Gang, siendo también el primer single Top 40. Más tarde The Sequence, Grandmaster Flash y Melle Mel firmaron por el sello. El productor de la casa era Clifton "Jiggs" Chase.
En 2002, el legendario Sugar Hill Studios en Englewood, Nueva Jersey fue destruido por un incendio. "Rapper's Delight", "The Message" y muchos otros éxitos de Sugar Hill fueron grabados allí.